# Bright Enobakhare
Bright Enobakhare (ur. 18 maja 1998 w Beninie) – nigeryjski piłkarz występujący na pozycji napastnika w Wolverhampton Wanderers.